# Artéfact (fantasy)
Pour les articles homonymes, voir Artéfact.
Un artéfact, dans les univers de la fantasy, des jeux de rôle et de leurs dérivés, est une relique, un fragment d’objet ou un objet magique, unique ou très puissant.